# Dennis Avery
Pour les articles homonymes, voir Avery.
Dennis T. Avery, né en 1936et mort en 2020, est un essayiste américain, collaborateur du Hudson Institute.

## Biographie
Il est récipiendaire du National Intelligence Medal of Achievement, remise par l'Intelligence Community (communauté du renseignement américain).

## Thèses

### Agriculture biologique et E.coli
Selon des critiques d'Avery, il serait la source de l'affirmation selon laquelle la nourriture issue de l'agriculture biologique est plus dangereuse à manger que la nourriture issue de l'agriculture employant des produits chimiques à cause de l'usage de fumier dans le bio,.
En 1998 dans un article dans le Wall Street Journal, il affirma que le Centre pour le contrôle et la prévention des maladies avait mené à bien des études prouvant que l'alimentation biologique comportait 8 fois plus de risques d'infection à la bactérie E. coli que l'alimentation conventionnelle. L'article d'Avery a été largement cité bien que le CDC n'ait jamais conduit une étude de la sorte. Le New York Times a écrit de lui que: « Dennis T. Avery veut que la nourriture biologique soit éradiquée. Et peu importe les moyens. »,.
Le CDC a démenti avoir conduit de telles études[réf. nécessaire].
Alan McHughen, un scientifique canadien lié aux lobbies de l'agriculture conventionnelle, le cite pourtant dans un de ses livres[réf. nécessaire].
Lors de l'épidémie de gastro-entérite et de syndrome hémolytique et urémique de 2011 en Europe, deux directeurs de recherche du CNRS ont publié une tribune dans le journal Libération, prétendant que le Centre pour le contrôle et la prévention des maladies aurait réalisé une étude en 1996 liant un tiers des 250 décès dus à une souche pathogène d'E. Coli à la consommation de produits biologiques, basée sur les affirmations de McHughen[réf. nécessaire].

### Controverse sur le climat
Dans son livre à succès qui figura sur la New York Times Best Seller list Unstoppable Global Warming: Every 1,500 Years, Avery affirme que le réchauffement climatique fait partie d'un cycle naturel et ne peut être arrêté. Il a également affirmé que les prochains 20 à 30 ans amèneront un refroidissement climatique.

## Publications
- Global Food Progress 1991 (1991)
- Saving the Planet With Pesticides and Plastic: The Environmental Triumph of High-Yield Farming (August 2000)
- Unstoppable Global Warming: Every 1,500 Years (February 2007)